# メランコリア (クラナッハ、コルマール)
『メランコリア』（仏: La Mélancolie、英: Melancholia）は、ドイツ・ルネサンス期の画家ルーカス・クラナッハ (父) が1532年に板上に油彩で制作した絵画である。現在、フランスのコルマールにあるウンターリンデン美術館に所蔵されている。
この縦長の作品は、アルブレヒト・デューラーの1514年の元祖的版画作品『メランコリア I』に啓発された4点の作品連作に属している。コペンハーゲン国立美術館には、同年制作の横長の『メランコリア』があり、本作とは数々の類似点がある。

## 作品

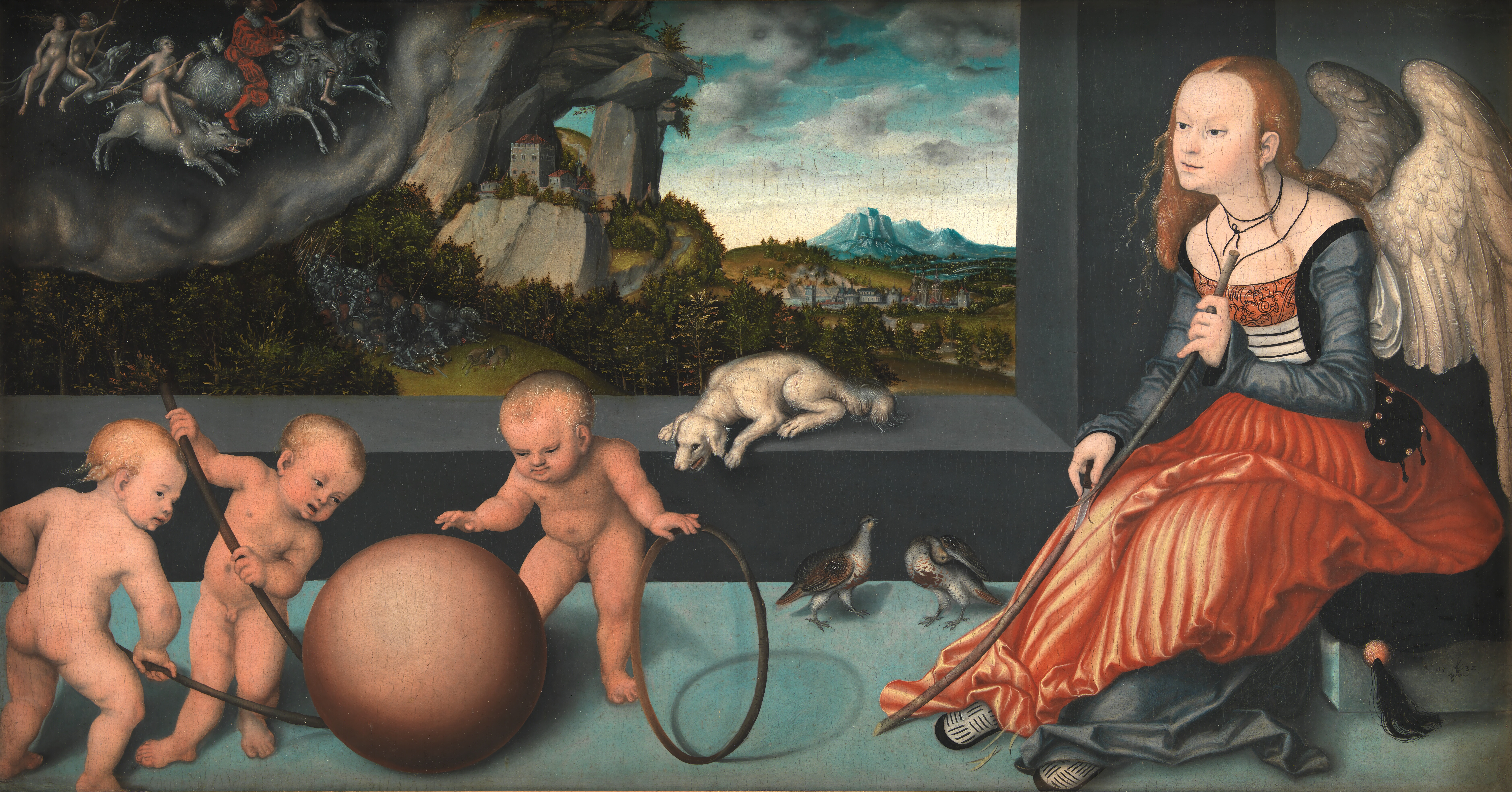
ルーカス・クラナッハ『メランコリア』 (1532年)、コペンハーゲン国立美術館

人間の性格を体内にある支配的な体液で4つに分ける「四体液説」 (四性論) は、長らく西洋人の考え方を支配した。「メランコリー」 (憂鬱質) は黒胆汁が多い人の性質で、中世には不活発で怠惰とされたが、ルネサンス期になると思索や制作にふさわしい性格として注目されるようになった。
木を削る有翼の女性像は「メランコリー」の寓意像で、「創造」を暗示し、「知恵」を意味する球や犬が彼女の前に置かれている。しかし、本作は、画家の友人で宗教改革者マルティン・ルターの「メランコリー」を悪徳の温床とする思想を反映しており、「メランコリー」は否定的に描かれている。ルターによると、「メランコリー」は精神的な喜びと神の言葉によって克服されなけらればならないものであった。
本作は、大部分がルーカス・クラナッハ自身により描かれたものとして認められているが、おそらく19歳であった長男ハンス・クラナッハの手も入っており、いくつかの部分における筆触の柔らかさはそのためであると思われる。